# Aurel Benović
Aurel Benović (ur. 14 lipca 2000 w Osijeku) – chorwacki gimnastyk, olimpijczyk z Paryża 2024, wicemistrz Europy.

## Udział w zawodach międzynarodowych
| Impreza            | Rok  | Miejsce    | Przyrząd             | Przyrząd | Przyrząd | Przyrząd | Przyrząd | Przyrząd | Wielobój     | Wielobój  |   |   |   |
| Impreza            | Rok  | Miejsce    | F                    | PH       | R        | V        | PB       | HB       | indywidualny | drużynowy |   |   |   |
| ------------------ | ---- | ---------- | -------------------- | -------- | -------- | -------- | -------- | -------- | ------------ | --------- | - | - | - |
| Impreza            | Rok  | Miejsce    | Igrzyska olimpijskie | 2024     | Paryż    | K (38)   | —        | —        | —            | 5         | — | — | — |
| Mistrzostwa świata | 2021 | Kitakiusiu | K                    | —        | —        | —        | —        | —        | —            | —         |   |   |   |
| Mistrzostwa świata | 2022 | Liverpool  | K                    | —        | —        | —        | —        | —        | 171          | —         |   |   |   |
| Mistrzostwa Europy | 2016 | Berno      | K                    | —        | —        | —        | —        | —        | 147          | 31        |   |   |   |
| Mistrzostwa Europy | 2019 | Szczecin   | K                    | —        | —        | —        | —        | —        | 156          | —         |   |   |   |
| Mistrzostwa Europy | 2020 | Mersin     | srebro               | —        | —        | —        | —        | —        | 48           | —         |   |   |   |
| Mistrzostwa Europy | 2021 | Bazylea    | K                    | —        | —        | —        | —        | —        | 123          | —         |   |   |   |
| Mistrzostwa Europy | 2022 | Monachium  | K                    | —        | —        | —        | —        | —        | —            | —         |   |   |   |

legenda:
- K - nie zakwalifikował się do finału
- — - nie brał udziału